# Polia minorita
Polia minorita là một loài bướm đêm trong họ Noctuidae.